# Armée des volontaires du peuple chinois
L'Armée des volontaires du peuple chinois (中国|人民|志愿|军, 中國|人民|志願|軍, Zhōngguó Rénmín Zhìyuàn Jūn), est une armée composée de 54 divisions de volontaires chinois issus de l'armée populaire de libération qui participe à la guerre de Corée à partir du 25 octobre 1950.

## Historique
Lors de ce conflit, les pertes subies par l'Armée des volontaires du peuple chinois sont estimées par les États-Unis a 420 000 tués et disparus tandis que les médias militaires chinois déclarent, en septembre 2020,  197 685 tués. Environ 6 600 prisonniers de guerre chinois sont rapatriés lors des opérations Little Switch et Big Switch mais plus d'une dizaine de milliers ont préféré rester en Corée du Sud, et ont été rapatriés vers Taïwan.
Les dernières unités ont quitté la Corée du Nord en 1958.

## Composition
Parmi les unités présentes dans la guerre de Corée:
- 12e corps d'armée (Chine)
- 38e corps d'armée (Chine)
- 39e corps d'armée (Chine)
- 40e corps d'armée (Chine)
- 42e corps d'armée (Chine)
- 50e corps d'armée (Chine)
- 66e corps d'armée (Chine)